# ماریو چیرینوس
ماریو چیرینوس (اسپانیایی: Mario Chirinos‎؛ زادهٔ ۲۹ ژوئیهٔ ۱۹۷۸) بازیکن فوتبال اهل هندوراس بود.
از باشگاه‌هایی که در آن بازی کرده است می‌توان به باشگاه فوتبال موتاگوا و باشگاه فوتبال رئال اسپانیا اشاره کرد.
وی همچنین در تیم ملی فوتبال هندوراس بازی کرده است.